# Pre-Delivery-Inspection
Pre-Delivery Inspection (kurz PDI) ist in der Automobilindustrie die letzte Kontrolle vor Übergabe eines Neuwagens an den Kunden / Nutzer. Der Umfang variiert von Autohersteller zu Autohersteller und beinhaltet Arbeiten wie das Entfernen der Versandverpackung wie Schutzfolien und Federwegbegrenzern, das Anbringen von Kennzeichen, das Betanken mit normalem Kraftstoff, nach der Erstbetankung mit Einfahrkraftstoff in der Produktion. Eventuelle Updates und eine abschließende Initialisierung der Software des Fahrzeuges erfolgen.